# Cucumis althaeoides
Cucumis althaeoides är en gurkväxtart som först beskrevs av Nicolas Charles Seringe, och fick sitt nu gällande namn av P.Sebastian och I.Telford. Cucumis althaeoides ingår i släktet gurkor, och familjen gurkväxter. Inga underarter finns listade i Catalogue of Life.